# Lanz D 2016
Der Lanz D 2016 ist ein Traktormodell aus der HE-Baureihe der Heinrich Lanz AG, das erstmals 1955 auf der DLG-Ausstellung in München präsentiert und anschließend bis 1960 produziert wurde. Er gehört zusammen mit den Modellen D 1616, D 2416 und D 2816 zur letzten Schleppergeneration des Herstellers und wird auch als Volldiesel bezeichnet. Denn anders als bei den zuvor gebauten Halbdieselmodellen wird bei den Volldieselmodellen auf die Benzineinspritzung beim Startvorgang verzichtet.
Nach der Übernahme durch John Deere änderte sich ab Mitte 1958 der Farbton des Traktors bei der Auslieferung von Blau nach Grün. Ab Januar 1960 wurden zudem das neue Firmenlogo und der Markenname John-Deere-Lanz verwendet. Der Neupreis des D 2016 lag bei 7700 DM.

## Technische Daten
Der Motor des D 2016 ist ein wassergekühlter 1-Zylinder-Mittelstoffmotor mit Bosch-Direkteinspritzung. Er hat einen Hubraum von 2256 cm³ und erreicht eine Leistung von 20 PS bei 950/min. Die Bohrung beträgt 130 mm und der Hub 170 mm. Mit einer Verdichtung von 12 : 1 liegt der Motor deutlich unter dem Verdichtungsverhältnis von Dieselmotoren anderer Hersteller (16 : 1 bis 22 : 1); dadurch ist der Verschleiß geringer.
Das Getriebe stammt von Lanz und hat sechs Vorwärtsgänge sowie zwei Rückwärtsgänge. Ab 1957 kamen drei Kriechgänge hinzu. Im höchsten Gang erreicht der Traktor eine Höchstgeschwindigkeit von rund 18 km/h.
Er ist 2775 mm lang, 1667 mm breit und 2270 mm hoch. Das Gewicht liegt bei 1440 kg. Die Spurweite kann auf beiden Achsen verstellt werden; vorn beträgt sie zwischen 1250 und 1500 mm, hinten zwischen 1275 und 1527 mm.